# Никола Хаџи Николић
Никола Хаџи Николић (Пожаревац, 15. фебруар 1855 — Пожаревац, 12. април 1915) био је први специјалиста гинеколог у Србији, оснивач Гинеколошко-акушерског одељења (ГАО) у Београду 1895. Гинеколошко-акушерска секција СЛД-а додељује орден са ликом Др Николе Хаџи Николића.

## Биографија
Др Никола Хаџи Николић рођен је 15.02.1855.г. од оца Хаџи Тихомира (Тике) Николића и мајке Насте у Пожаревцу, у коме је завршио основну школу и полу гимназију, а по очевој жељи и трговачку школу у Истанбулу. Његов отац је био познати пожаревачки трговац мануфактуром. Студије медицине започео је 1878.г. у Берлину, а дипломирао 4 година касније. Специјализацију из гинекологије и акушерства обавио је код чувених професора К. Шредера (K. Schröder) и Е. Росеа (E. Rosse) у Берлину.
По завршетку специјализације, вратио се у Београд и као први специјалиста гинеколог у Србији почео да ради на Хируршком одељењу Опште државне болнице (ОДБ) 1886.г. У периоду од 1888-1891.г. ради као општи градски лекар, да би се потом поново вратио на Хируршко одељење ОДБ и наставио да ради као гинеколог. Од самог доласка у Београд залагао се за оснивање Гинеколошко-акушерског одељења (ГАО), што је и успео 1895.г. ГАО је основано у посебним просторијама изван зграде болнице, у виду мале сале за порођаје и десетак постеља. Први шеф тог новооснованог одељења постао је управо Др Николић. На тој функцији остао је само до маја 1896.г., када га је из још увек непознатих разлога заменио Др Јован Ј. Јовановић, други по реду гинеколог у Србији и то непосредно по повратку са специјализације из Беча. Претпоставља се да је та смена имала политичку позадину, јер су обојица гинеколога били умешани у аферу око „лажне трудноће“ краљице Драге Машин. Марта 1900.г., Др Николић бива склоњен са ГАО ОДБ и постављен за лекара Среза врачарског, Округа београдског. Само шест месеци касније, он бива поново враћен и постављен за шефа ГАО. Др Николић се на функцији руководиоца ГАО опет не задржава дуго, јер већ средином 1901.г. Др Јовановић бива враћен на то место на коме остаје све до 1910.г.
Уз помоћ краљице Драге Обреновић 1902.г. основана је нова болница на Врачару која је названа „Женска болница краљице Драге“ и у коју из ОДБ бива премештено ГАО. Др Николић је 1903.г. одликован Орденом Двоглавог Белог Орла. Др Николић је у периоду од 1903-1907.г. био искључен из СЛД-а због оптужби неколико колега а наводног „неколегијалног понашања“.
Др Николић је хонорарно радио у новооснованој болници краљице Драге до 1905.г., када је из државне службе прешао да ради приватно до 1910.г. Тада, по одласку Др Јовановића у превремену пензију, поново постаје шеф ГАО, као и управник Школе за бабице коју је основао Др Јовановић. На тим функцијама остаје до почетка Балканских ратова 1912.г.
Године 1913. постављен је за управника привремене војне болнице у Пожаревцу до премештања за Зајечар. За време Првог светског рата ради као хирург војних болница у Смедеревској Паланци и Петровцу на Млави. У марту 1915. премештен из Петровца у Пожаревац где по наређењу преузима одељење пегавог тифуса од ког се разболео и преминуо 12.04.1915.г. Сахрањен је у Пожаревцу.
Био је у браку са Аном Николић, рођеном Крстић. Имали су троје деце: Јелену, Тихомира и Милана.
Др Никола Хаџи Николић је као први српски гинеколог и оснивач првог ГАО значајно допринео унапређењу и развоју гинекологије и акушерства у нашој земљи. Гинеколошко-акушерска секција СЛД-а као највише признање додељује орден са ликом Др Николе Хаџи Николића истакнутим гинеколозима и установама за изузетан допринос у развоју гинекологије и акушерства у Србији.

## Научни рад
Током свог рада као гинеколог, објавио је велики број стручних радова. Нотирана су његова 24 рада или саопштења у периоду од 1895 до 1911. године публикована у "Српском архиву". Често је држао предавања на састанцима СЛД-а. На првом Конгресу српских хирурга 1907.г. презентовао је свој рад под називом „Fibromyoma uteri subserosum permagnum lateris sinistri (7kg)- laparotomia“ који је био веома запажен.